# Hollywood Undead
Hollywood Undead — музичний колектив з Лос-Анджелеса, який утворений в 2005 році і виконує пісні в стилі репкор. На даний момент група випустила такі студійні альбоми: Swan Songs (2008), American Tragedy (2011) і Notes From The Underground (2013), Day of the Dead (2014—2015), Five and Psalms (2017–2018), New Empire (2019–2020), Hotel Kalifornia (2022). Учасники групи на концертах і фотосесіях носять маски. Всього було продано понад 5 мільйонів копій альбомів HU по всьому світі. У січні 2013 року дебютний альбом Swan Songs отримав платинову сертифікацію від Американської RIAA.

## Історія

### Формування (2005—2006)
HU була утворена в 2005 році після того, як Deuce (Арон Ерлікман) та J-Dog (Джорел Деккер) розмістили на MySpace пісню під назвою «The Kids». Отримавши позитивні відгуки, вони сформували групу разом зі своїми друзями: Shady Jeff (Джефф Філіпс), Johnny 3 Tears (Джорж Артур Рейган), Funny Man (Ділан Пітер Альварез), Charlie Scene (Джордан Крістофер Террелл), Da Kurlzz (Меттью Сент Клер). В інтерв'ю журналу Shave J-Dog пояснив: «Той, хто в потрібний момент був у кімнаті і грав на інструменті, став учасником групи». Що стосується назви «Hollywood Undead» J-Dog розповів, що перша спільно записана пісня називалася «Hollywood» (пізніше назву було змінено на «No.5»), а групу планували назвати просто «Undead». Побачивши диск з піснею, один знайомий групи сказав: «Undead Hollywood», а потім, прочитавши навпаки: «Hollywood Undead» викрикнув «Це крута назва!».
Shady Jeff пізніше пішов з HU і відкрив мережу автозаправок, що спеціалізуються на біопаливі. У колективі залишилися шість учасників, які продовжували записувати пісні про те, що їх оточує: несправедливість, любов. Однією з особливостей групи стали маски, за допомогою яких музиканти приховують свою зовнішність. У міру зростання популярності колективу на HU звернули увагу в нещодавно створеному лейблі MySpace Records, і їх пісня «No.5» увійшла до збірки Myspace Records Vol.1 ; тоді ж група зняла відеокліп на цей трек. Своєму успіху на MySpace вони багато в чому зобов'язані їх спільному другові Джеффрі Стару, який до того часу вже був серйозно розкручений в цій соціальній мережі і допомагав їм просувати сторінку групи.

### Контракт з лейблом,Swan SongsіDesperate Measures(2007—2009)

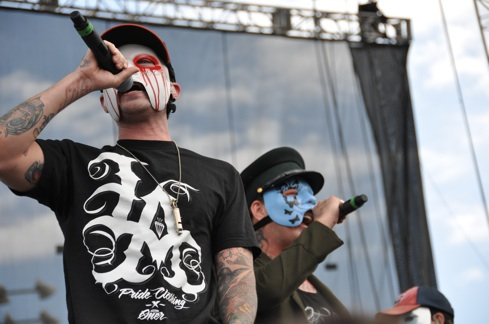

Трохи більше року знадобилося HU на запис треків для альбому. Ще близько двох років вони займалися пошуками лейблу, який не буде піддавати цензурі їх альбом. Спочатку у групи був підписаний контракт з MySpace Records, але після того як лейбл спробував піддати цензурі їх альбом, група розірвала з ним контракт і стала шукати інший лейбл. У підсумку група підписала контракт з A&M/Octone Records і випустила свій дебютний альбом Swan Songs 2 вересня 2008. Альбом продюсували Дон Гілмор (Don Gilmore) і Денні Лонер (Danny Lohner), відомі по роботі з такими групами як Linkin Park і Nine Inch Nails. За місяць до випуску альбому група дає свій перший живий концерт на Virgin Mobile Festival з такими піснями як «Undead», «Black Dahlia», «California».
Swan Songs дебютував на 22 місці в Billboard 200 з 21 000 копій альбому, проданих за перший тиждень в Нью-Мексико з коментарями учасників групи. Наприкінці 2009 року група виграла Rock on Request Awards в номінації «Найкраща кранк/реп-рок група».

### Конфлікт з Deuce
У 2009 році вокаліст і засновник групи Deuce несподівано не узяв участь в Vatos Locos Tour. Charlie Scene заявив в інтерв'ю: «Він хотів особистого помічника під час туру. Ні в кого з нас не було особистого помічника, ми ж не егоманьяки. Нам цього не треба, а він хотів, щоб група платила за це протягом чотирьох місяців! … Ми поїхали в аеропорт, щоб вилетіти на наступний виступ, а він не з'явився. Ми зателефонували йому, а він не відповів. І впродовж двох тижнів мені довелося співати замість нього».
Тоді група запросила свого старого друга Даніеля Мурільо виконувати вокальні ролі Deuce під час туру. Даніель погодився, перервавши тим самим кар'єру вокаліста в пост-хардкор групі Lorene Drive і виступ у відомому шоу American Idol. У середині січня 2010 група офіційно оголосила його новим учасником, давши псевдонім Danny. Навесні 2010 року Deuce записує пісню «Story of a Snitch», в якій стверджує, що його вигнали з групи. У відповідь на це HU заявили, що не будуть піддаватися на ці провокації, щоб «не опускатися до його рівня».
Після відходу Deuce зайнявся сольною кар'єрою, випустивши сольний альбом Nine Lives у квітні 2012 року.

### American TragedyіRedux(2010—2011)

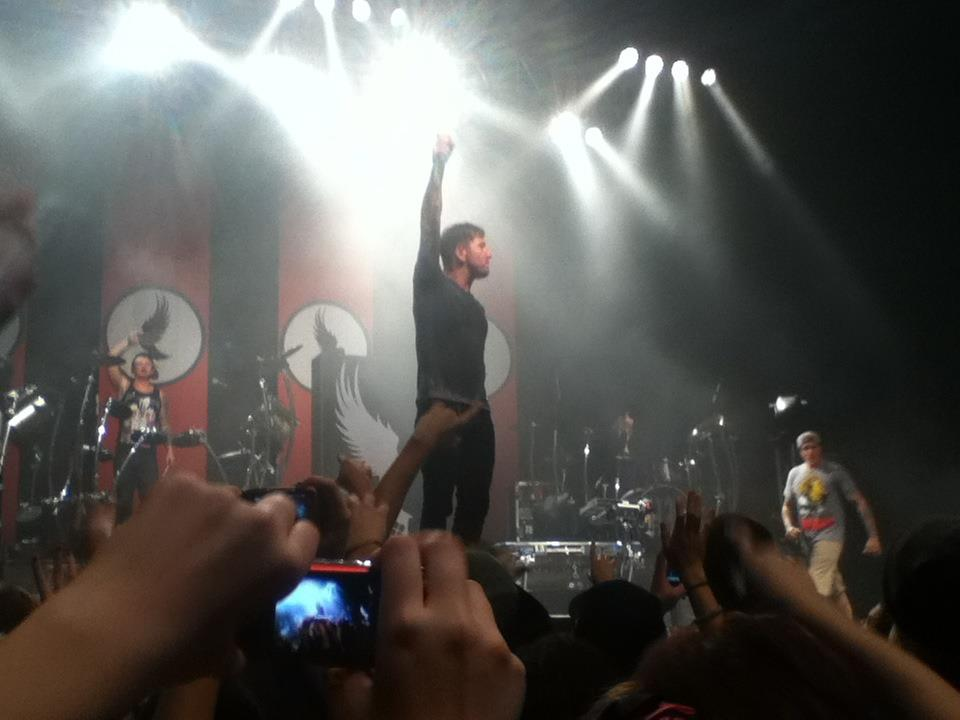
Даніель на концерті World War 3 Tour, в 2011 році

На початку 2010 року група почала запис матеріалу для нового альбому. 1 квітня на iHeartRadio відкривається станція «Undead Radio». Група спільно з головою лейбла A&M/Octone Джеймсом Дінер (James Diener) заявили, що збираються випустити альбом восени 2010 року. Дінер також висловив думку, що «альбом чекає успіх, адже група зробила великий крок вперед». Також група підтвердила, що продюсером альбому стане Дон Гілмор.
Запис альбому закінчився в середині листопаду. 8 грудня 2010 група анонсує сингл «Hear Me Now». 13 грудня пісня потрапляє в ротацію радіостанцій. Цифровий сингл виходить 21 грудня. 11 січня група повідомляє, що новий альбом буде називатися American Tragedy, і призначає його вихід на 8 березня 2011 року. На наступний день на каналі YouTube групи з'являється прев'ю альбому. 21 січня стає доступна демо-версія треку «Comin' in Hot». 22 лютого група переносить дату виходу альбому на 5 квітня. 15 березня 2011 виходять відразу два сингли на підтримку альбому - «Been to Hell» і «Coming Back Down».
5 квітня 2011 відбувся вихід альбому American Tragedy. У перший тиждень було продано близько 67 000 копій альбому. Альбом зайняв 4 позицію в Billboard 200 і перше місце в Top Hard Rock Albums. У Канаді альбом зайняв 5 місце, а у Великій Британії - 43. Реміксованна версія пісні «Levitate» звучить у грі «Shift 2 : Unleashed». Пісня «Glory» використовувалася в рекламі спортивного телеканалу «ESPN».
На підтримку альбому HU у квітні-травні 2011 гастролювали разом з 10 Years, New Medicine і Drive A в турне  Revolt Tour. Після цього група відіграла кілька концертів в Європі, Австралії та Канаді. У середині літа група разом з All That Remains і Hyro Da Hero вирушила в Endless Summer Tour. У серпні був оголошений конкурс аматорських відео, найкращі з яких увійдуть до відеокліпу на пісню «My Town», яку планувалося випустити синглом. Однак сингл та відеокліп так і не вийшли.
У серпні 2011 року група оголосила про вихід нового альбому, American Tragedy Redux, що складається з реміксів пісень з альбому American Tragedy. Наприкінці серпня було оголошено конкурс фанатських реміксів на пісні «Le Deux» і «Bullet», найкращий з яких увійде до альбому, а переможець отримає гроші, футболку та аксесуари з атрибутикою HU. У жовтні група зняла і випустила сингл та відеокліп на ремікс пісні «Levitate». 1 листопада 2011 року група відправилася в тур «World War III» разом з групами Asking Alexandria, We Came As Romans, Borgore, і DRUGS. 21 листопада відбувся реліз альбому American Tragedy Redux. Після цього група вирушила в турне «Buried Alive» разом з Avenged Sevenfold, Black Veil Brides і Asking Alexandria.

### Notes From The Underground(2012—2013)
Після тривалих гастролей протягом 2011, на підтримку свого другого студійного альбому, American Tragedy , і першого альбому реміксів, American Tragedy Redux, Charlie Scene оголосив про плани почати роботу над третім студійним альбомом в кінці листопада 2011 року. Ця заява була зроблена після закінчення туру «World War III» в якому HU брали участь разом з групою Asking Alexandria. Charlie Scene заявив, що група почне записувати демо-версії пісень під час турне «Buried Alive» і почне запис фінальних версій треків відразу після закінчення турне, в грудні 2011 року. Він також заявив, що альбом буде звучати більш схоже на  Swan Songs, ніж на American Tragedy. Коментуючи різницю у звучанні цього разу, він заявив: «Я б сказав, що цього разу лейбл дав нам повну свободу у плані творчості. Я думаю, це буде більш схоже на Swan Songs, ніж на American Tragedy. Це буде суміш і того й іншого, я маю на увазі, що ми все ростемо як музиканти, ми дорослішаємо, і ми займаємося музикою досить-таки довго, тому я думаю, що це буде більше схоже на Swan Songs, і я думаю, що нашим фанатам це дуже сподобається». Пізніше в інтерв'ю Charlie Scene заявив, що група не збирається затягувати з виходом альбому і планує випустити його в кінці літа. У січні 2012 року музичний журнал ArtistDirect назвав новий альбом одним з найбільш очікуваних альбомів року.
19 жовтня група виклала трек «Dead Bite» для вільного завантаження. «We Are», перший сингл з альбому, вийшов 29 жовтня 2012 року. Водночас було оголошено назву альбому, Notes From The Underground. 10 грудня вийшов кліп на пісню «We Are». Вихід альбому відбувся 8 січня 2013 року, за два дні до цього альбом був залитий в мережу.

### Day of the Dead (2014—2015)

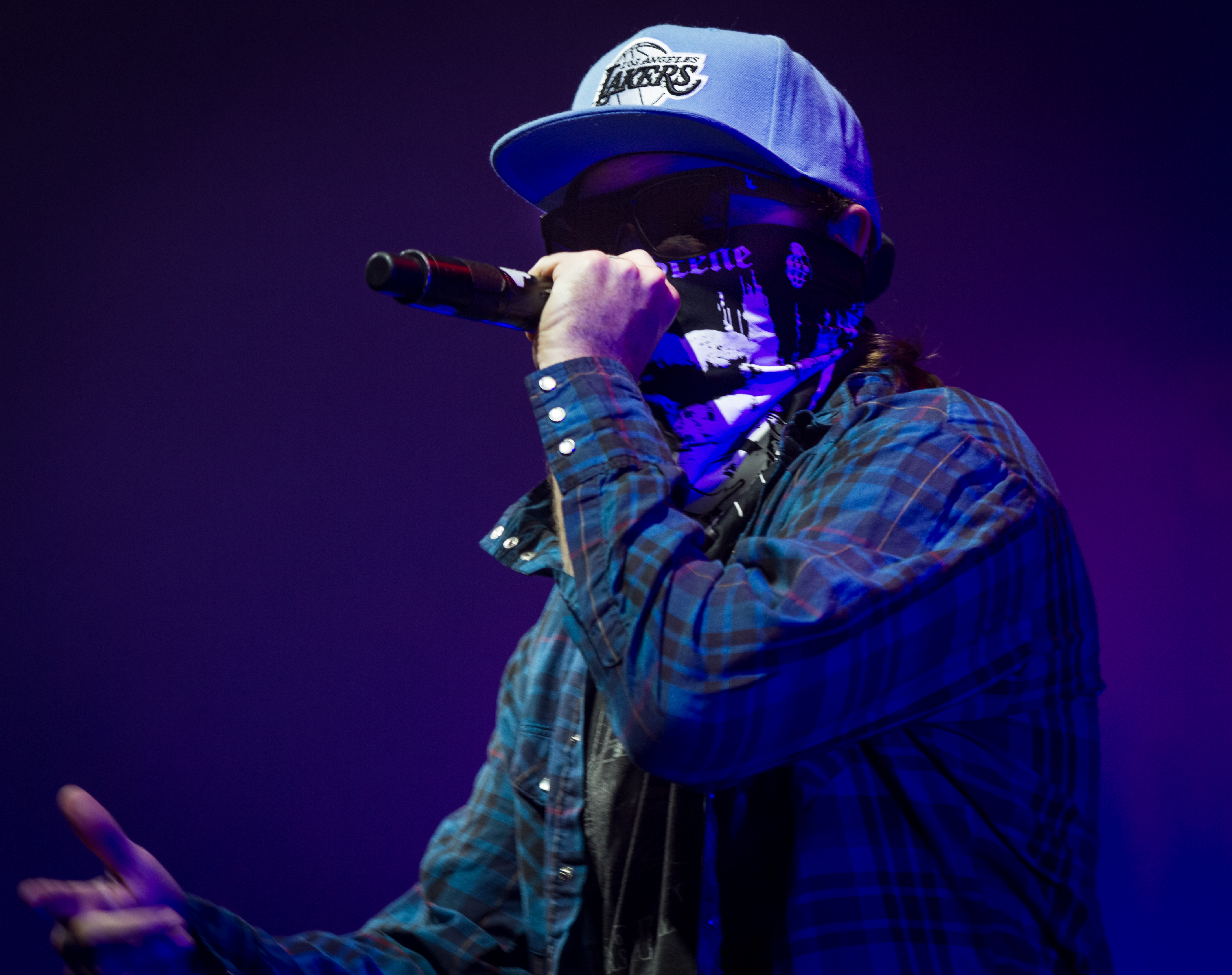
На фестивалі Rock am Ring в 2015 році

Після закінчення свого туру на підтримку третього альбому Notes From The Underground група в січні 2014 почала роботу над четвертим альбомом. Четвертий студійний альбом вийшов 31 березня 2015 року і має назву — «Day of the Dead». Реліз альбому переносився кілька разів, спочатку він повинен був вийти влітку 2014 року. Пізніше в жовтні 2014. Потім реліз був перенесений на січень, потім на лютий 2015. Однак в лютому група заявила, що альбом вийде в березні. 31 березня 2015 відбувся світовий вихід альбому.

### FiveandPsalms(2017–2018)
19 липня 2017 року пісня під назвою «California Dreaming» була злита в Інтернет. Трек був офіційно випущений 24 липня як головний сингл їхнього майбутнього альбому Five (стилізований як V). 25 серпня «Whatever It Takes» було завантажено на офіційний YouTube-канал гурту, а 29 вересня — пісню «Renegade» . 10 жовтня член-засновник Da Kurlzz «полюбовно» розійшовся з групою, щоб «переслідувати власні інтереси». Четвертий сингл «We Own the Night» був випущений 13 жовтня. Нове відео на пісню «Чорний кадилак» за участю B-Real було випущено 2 грудня.

### New Empire(2019–2020)
Hollywood Undead випустили головний сингл «Already Dead» 25 жовтня 2019 року. Музичне відео було випущено приблизно через тиждень, 31 жовтня 2019 року . Другий сингл «Time Bomb» був випущений 15 листопада, а також оголошення про те, що альбом буде називатися New Empire, Vol. 1. За словами члена групи Джорджа «Johnny 3 Tears» Рагана: «Цей альбом — наша спроба переосмислити Hollywood Undead, не просто нове звучання для цього релізу, а нове звучання для гурту в цілому. Нашою метою з самого початку було створити музику, яка відрізняється від інших наших альбомів, але ідеально підходить до того, що ми створили раніше. Спираючись на старе, щоб створити нове звучання та Нову Імперію."
В інтерв’ю з вокалістом Silverstein Шейном Толдом у його подкаст-шоу Lead Singer Syndrome учасники Денні Мурільо та Джорел «J-Dog» Декер підтвердили, що Бенджі Медден із Good Charlotte, Келлін Квін із Sleeping with Sirens та репер Killstation візьмуть участь у New Empire , Vol. 1. 10 січня 2020 року, за місяць до виходу альбому, гурт випустив третій і останній сингл альбому «Empire» і відповідний кліп на нього.
31 липня гурт випустив перший сингл під назвою «Idol» за участю Tech N9ne з неоголошеного офіційного наступного альбому New Empire, Vol. 1.4 вересня вийшов офіційний кліп на пісню Zero 9:36 «The End / Undead» за участю Charlie Scene, Johnny 3 Tears і Funny Man of Hollywood Undead . 18 вересня гурт випустив другий сингл «Coming Home». 16 жовтня 2020 року гурт випустив третій сингл і ремікс-версію пісні «Heart of a Champion» за участю Джейкобі Шеддікса з Papa Roach і Спенсера Чарнаса з Ice Nine Kills разом із супровідним музичним відео. Того ж дня гурт оприлюднив трек-лист, офіційну обкладинку альбому та оголосив, що їхній сьомий студійний альбом New Empire, Vol. 2 був випущений на 4 грудня 2020 року. 13 листопада, за три тижні до виходу альбому, гурт випустив четвертий і останній сингл альбому «Gonna Be OK».

### Hotel Kalifornia (2022)
5 вересня 2021 року гурт оголосив, що працює над новою музикою для свого майбутнього восьмого студійного альбому. 25 лютого 2022 року, через кілька місяців після оголошення, гурт випустив перший сингл «Chaos». 20 квітня гурт оприлюднив другий сингл «Wild in These Streets» і відповідне музичне відео. 8 червня гурт випустив третій сингл «City of the Dead». У той же час вони офіційно оголосили про свій восьмий студійний альбом Hotel Kalifornia, який вийшов 12 серпня 2022 року.8 липня, за місяць до виходу альбому, гурт оприлюднив четвертий сингл «Trap God». 1 березня 2023 року гурт випустив п’ятий сингл «Evil», а також анонсував розкішне видання альбому, реліз якого запланований на 28 квітня. 29 березня гурт представив шостий сингл «Salvation».

## Музичний стиль і розподіл вокальних ролей
Музика HU являє собою широке розмаїття музичних стилів, в основному суміш хіп-хопу з альтернативним роком і танцювальною музикою. Однак, багато хто відносить їх до реп-року, кранккору або нью-металу.
Половина пісень у Swan Songs відображала змішаний стиль, в той час, як інша половина показувала більш важке звучання. Багато критиків заявляли, що були здивовані через постійні зміни звучання музики. Альбом  American Tragedy записаний у тому ж стилі, але з великою кількістю класичних рок-інструментів, а також синтезаторів і електронних елементів, і більшість треків можна віднести скоріше до реп-року, ніж до хіп-хопу.
Більшість пісень HU серйозні і песимістичні («Paradise Lost», «City», «Pour Me», «SCAVA», «Lion»), але зустрічаються і танцювальні, відповідні для виконання в клубах («No.5», «Comin' in Hot», «Levitate», «Le Deux», «Delish»).
Група заявила в інтерв'ю, що кожен член групи грає свою власну роль у пісні, написавши і виконавши свій уривок в композиціях.
Більшість пісень будуються таким чином: 2, 3 (рідко 4) реп-куплети, приспів, виконуваний чистим вокалом, і брідж, звичайно являє собою суміш того й іншого.
До 2009 року партії, виконувані чистим вокалом, співав Deuce. З виходом American Tragedy його роль взяв на себе Danny. Da Kurlzz зазвичай не має свого уривка в пісні, виконуючи роль скрім-вокаліста. Johnny 3 Tears і J-Dog зазвичай виконують куплети в серйозних піснях, а Charlie Scene і Funny Man - у веселих піснях клубної спрямованості. Є пісні, всі куплети в яких виконує один учасник групи: «No Other Place», «Delish» (Funny Man), «SCAVA», «Pour Me» (Johnny 3 Tears), «This Love, This Hate» (Deuce), «Everywhere I Go», «Kill Everyone» (Charlie Scene), «From The Ground» (J-Dog). Тільки у двох піснях беруть участь відразу шість членів групи: «Christmas in Hollywood», «The Natives».

## Маски
На всіх концертах учасники групи носять маски, надягаючи їх також під час фотосесій та деяких інтерв'ю. Учасники самі розробляють стиль своїх масок.
Перші маски з'явилися на самому початку творчого шляху HU і були досить примітивними. Їх можна зустріти на нечисленних фотографіях групи того періоду. Також вони з'являються у першому кліпі на пісню «No.5» (2006).
Перші зміни маски зазнали перед виходом альбому Swan Songs. Вони стали більш складними і продуманими. У кожної маски з'явилася ще одна версія - вокальна, з вирізом для рота. На живих виступах група стала знімати маски після кількох перших пісень.
Наступні зміни відбулися в 2010 році, після відходу Deuce і перед випуском альбому American Tragedy. На масках Da Kurlzz, Johnny 3 Tears і J-Dog з'явилися елементи, які світилися.
В одному зі своїх інтерв'ю Charlie Scene заявив, що група буде міняти маски з виходом кожного нового альбому.
| Учасник        | 2005—2007 | 2008—2009 | 2010—2012 | з 2013 |
| -------------- | --- | --- | --- | --- |
| J-Dog          | Бежева хокейна маска з округлими вирізами для очей. Рот заклеєний доларом, на щоках безформні червоні плями — «синці».                                | Біла більш рельєфна маска, прорізи для очей звузилися. Під очима — бризги крові, на роті — кривавий долар. (Є два варіанти маски)                                                                         | Біла маска з сірими, «обвугленими» плямами. Очі «випалені», світяться, на роті — дводоллорова банкнота, на масці своєрідний складний малюнок . | Маска білого кольору, з фільтрами від протигаза на щоках. Замість купюри, на роті намальований знак долара. Так само на лобі з'явилося зображення Всевидячого Божого Ока. Очі випалені і світяться червоним.                  |
| Charlie Scene  | На голові — паперовий пакет з ресторану Del Taco. Поверх — чорні окуляри.                                                                             | Чорно-біла бандана з написом Charles P. Scene , що прикриває рот і чорні окуляри. | Біла бандана з написом Charlie Scene і чорні окуляри . | Бандана стала сірого кольору. Оправа окулярів матового чорного кольору, як і в 2010 залишилася колишня. |
| Johnny 3 Tears | Біла хокейна маска, під очима чорні ручії, рот заклеєний навхрест червоною/срібною ізолентою, на лобі кілька круглих отворів.                         | Блакитна маска, навколо правого ока — чорний метелик, на правій щоці і на підборідді ще кілька, під лівим оком — цифра 3 . На голові — біло-золотий капітанський кашкет .                                 | Маска стала більш витягнута по вертикалі, цифра 3 розташовується по всій лівій половині обличчя і світиться, візерунок метелика складніший. Капітанський кашкет став чорного кольору. | Маска з елементами мозаїки або ж з ефектом розбригування, що складається з маленьких частин. Трійка, як і раніше, знаходиться на лівій половині обличчя, а праву прикрашає візерунок з метелика, який до того ж став золотим. |
| Da Kurlzz      | Проста біла театральна маска з вузькими прорізами для очей, двома круглими отворами для носа і маленьким ротом.                                       | Біла маска, права частина якої посміхається, а ліва — злиться. Права частина має явну схожість з Майклом Джексоном                                                                                        | Біла маска, ліва частина якої — весела, а права — зла. На масці стало більше зморшок, на «злій» половині проступають червоні прожилки, які світяться. Також світиться лінія посередині маски, що розділяє дві половини. Волосся розпатлане. | Маска зберегла свої старі риси, але тепер стала більш грізною. Зморшок стало ще більше, і тепер у маски дві нові половини. Сумна, перелякана з відкритим ротом і обгоріла, зла .                                              |
| Funny Man      | На голові — чорна тканина без прорізів, поверх окуляри з білою оправою.                                                                               | Чорна маска із золотими буквами FM на лівій щоці і три золоті точки під правим оком сумний вираз обличчя.                                                                                                 | Чорна тканинна маска без прорізів, на лівій щоці білий значок з написом UNDEAD , на правій щоці три білі крапки. | Чорна тканинна маска. На обличчі срібний візерунок, що надає масці стиль мексиканських борців Луча Лібре. На правій щоці видніються три білі крапки, а на лобі напис FM.                                                      |
| Danny          | - | Золота маска з чорними плямами. | Золота маска з металевим блиском. Навколо лівого ока — латинський хрест. | Золота маска з більш строгими рисами обличчя. Латинський хрест замінили гільзи від патронів . |
| Deuce          | Біла / сіра хокейна маска. Під круглими вирізами для очей — блакитні ручії. Рот заклеєний трьома смужками рожевої ізоляційної стрічки різної довжини. | Маска стала срібною, з очей течуть блакитні «сльози», рот як і колись заклеєний трьома смужками рожевої ізоляційної стрічки різної довжини, але тепер в них є проріз для рота. Розріз очей більш вузький. | Після виходу з групи Deuce не міняв маску до кінця 2011 року. Нова маска вперше була представлена в кліпі і на обкладинці синглу «Let's Get It Crackin '». Маска покрита невеликими квадратними дзеркальними пластинами. У кліпі America маска Deuce розфарбована як прапор США, навколо рота здається паперово-ганчір'яною, через нерівний відріз. | |

## Дискографія
- 2008: Swan Songs
- 2011: American Tragedy
- 2013: Notes from the Underground[en]
- 2014: Day of the Dead
- 2017: Five
- 2020:  New Empire, Vol.1
- 2020:  New Empire, Vol.2
- 2022: Hotel Kalifornia

## Нагороди і номінації
| Рік  | Номінант                          | Категорія                                      | Результат | Місце |
| ---- | --------------------------------- | ---------------------------------------------- | --------- | ----- |
| 2009 | Hollywood Undead                  | Rock On Request: Top Crunk/Rock-rap Band       | Перемога  | 1     |
| 2011 | «Been to Hell»                    | AOL Radio: Top 10 Rock Songs of 2011           | Перемога  | 5     |
| 2011 | «Levitate (Digital Dog Club mix)» | WGRD's 2011 Favorite Listener Band of The Year | Перемога  | 1     |

## Склад
| Поточний склад | Поточний склад                                                                              |
| --- | ------------------------------------------------------------------------------------------- |
| - J-Dog (Jorel Decker) — вокал, скрім, ритм-гітара, бас-гітара (з 2011), клавіші, синтезатор, Музичне програмування (з 2005). - Charlie Scene (Jordon Terrell) — соло-гітара, гітара, вокал, скрім, MC (з 2005). - Johnny 3 Tears (George Ragan) — вокал, скрім, MC, бас-гітара (з 2013) (з 2005). - Funny Man (Dylan Alvarez) — вокал, MC (з 2005). - Da Kurlzz (Mattew St. Claire) — ударні, перкусія, скрім, бек-вокал (з 2005). - Danny (Daniel Murillo) — чистий вокал, клавиші (з 2011), ритм-гітара (з 2013) (з 2009) . |                                                                                             |
| Колишні учасники | Запрошені музиканти                                                                         |
| - Deuce (Aron Erlichman) — вокал (2005—2009). - Shady Jeff (Jeff Philips) — вокал, скрім (2005—2007). | - Biscuts (Glendon Crane) — ударні (2008—2010) - Daren Pfeifer — ударні, перкусія (з 2010). |

## Додаткові факти
- Прізвиська учасників пов'язані з чим-небудь, наприклад: J-Dog — з ініціалами «JD» (Jorel Decker), Johnny 3 Tears утворено від назви його колишньої групи «3 Tears», Da Kurlzz назвали на честь його кучерявого волосся, Deuce - скорочення Tha Producer, «Funny Man» - оскільки веселий, «Charlie Scene» — за словами Чарлі це перше, що спало йому на думку, «Danny» - від його справжнього імені - Daniel
- Багато фанатів приймають пісню «I Must Be Emo» за творчість HU, проте вона написана дуетом Adam&Andrew. «Люди настільки, блін, тупі, що вважають цю пісню нашою!» - Прокоментував Da Kurlzz.
- Символом групи є голуб, що несе гранату. За словами Johnny 3 Tears, він означає, що в будь-якому положенні є вибір, за який ми згодом несемо відповідальність.